# Llave Ford

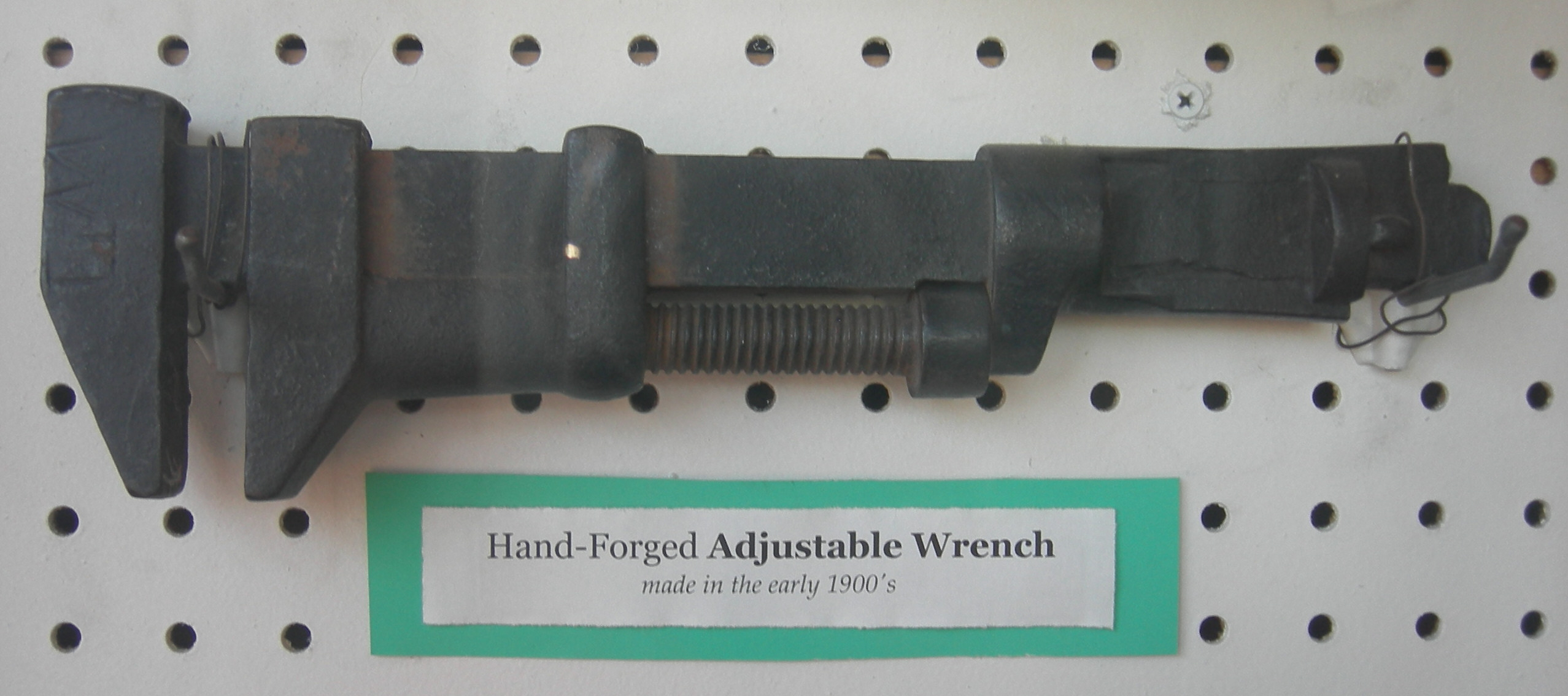
Una llave Ford forjada a mano de principios del.

La llave Ford  es un tipo de llave ajustable, una mejora estadounidense del siglo XIX de las llaves inglesas del siglo XVIII. Fue ampliamente utilizada en el siglo XIX y principios del XX y actualmente. Al tener mordazas lisas no se puede emplear para hacer girar tubos roscados. Es de interés como antigüedad entre los coleccionistas de herramientas y todavía es utilizada por los fontaneros y los técnicos de aviones, principalmente cuando se trata de tuercas de tamaño grande pero que precisan un par bajo En el lenguaje anglosajón se utiliza generalmente el término "monkey wrench".
Las llaves Ford todavía se fabrican y se utilizan para ciertas tareas pesadas, pero por otra parte se han sustituido principalmente por la llave inglesa, que es mucho más ligera y tiene una cabeza más pequeña, lo que le permite encajar más fácilmente en espacios reducidos.

## Origen del nombre

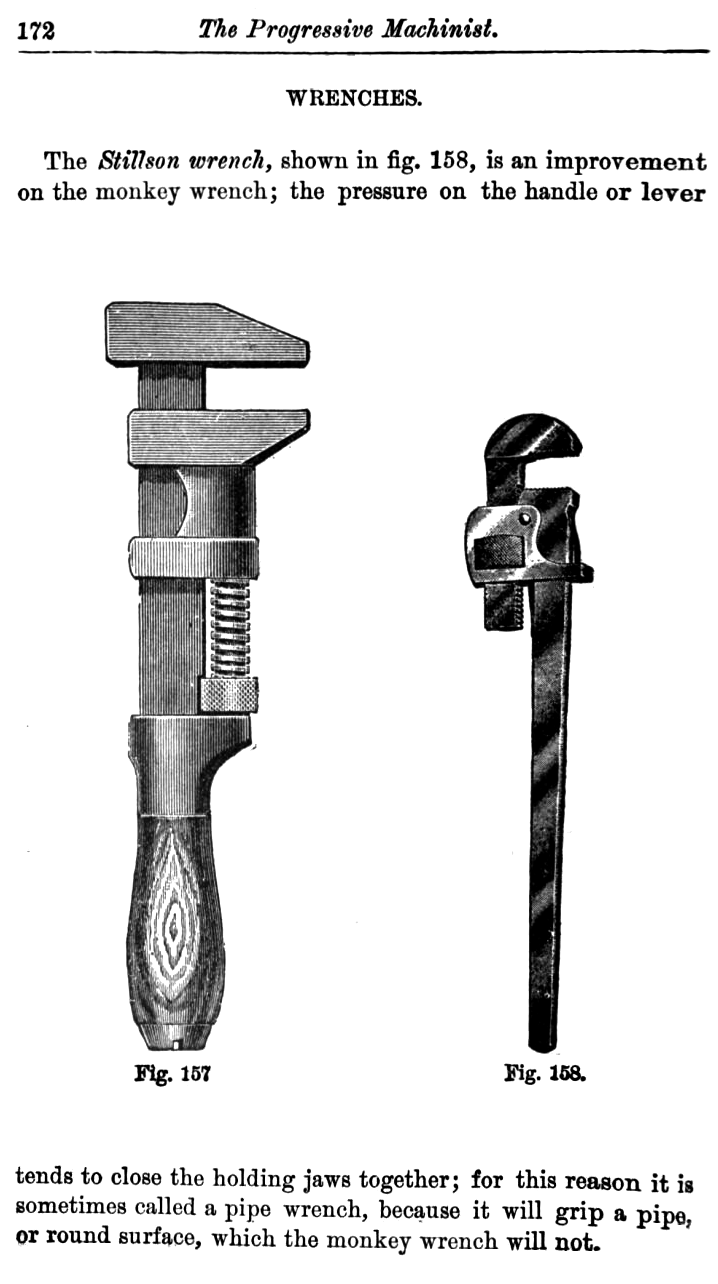
"Monkey-Wrench" (izquierda) en comparación con una llave Stillson (derecha)

Estas llaves se conocen como llave Ford porque Henry Ford, aunque no las inventó él, decidió incluirlas por su versatilidad, dentro del conjunto de herramientas suministrado con todos los Ford Modelo A.[cita requerida]
El World English Dictionary da una definición náutica para mono, como modificador "que indica una pequeña estructura ligera o equipamiento ideado para adaptar a un propósito inmediato: una vela de mono ; un puente de mono ".

## Historia
A finales del siglo XVIII y principios del XIX se fabricaron en Inglaterra y se exportaron a Norteamérica, unas llaves ajustables para las tuercas de medidas no estándar de las ruedas de vagones de tren, Se fijaban deslizando una cuña, o posteriormente girando el mango, que hacía girar un tornillo, apretaba o ensanchaba las mordazas. En 1840, el fabricante de cuchillos de Worcester, Massachusetts, Loring Coes, inventó un diseño de llave ajustable basada en tornillo en que la anchura de la mordaza se fijaba con un anillo de giro fijado bajo la mordaza inferior deslizante, por encima del mango. Esto se patentó en 1841 y las herramientas se anunciaron y vender en Estados Unidos como "Monkey-Wrench", un término que ya se utilizaba para las llaves inglesas.
Durante los siguientes 87 años, las sociedades familiares, los licenciatarios y las empresas de Coes fabricaron una gama muy amplia y popular de "Monkey-Wrench", y presentaron más patentes de llaves a lo largo del siglo XIX. Algunas llaves Coes se podían comprar con asas de madera, que recordaban el primer negocio de fabricación de cuchillos de la compañía. En 1909 la Coes Wrench Company anunció una "llave" de 6 pies de largo, con forma de "Monkey-Wrench", para utilizarla en los ferrocarriles. Los diseños de llaves Coes fueron adquiridos por el fabricante de herramientas Bemis & Call de Springfield, Massachusetts, en 1928. Después de 1939, sus empresas sucesoras fabricaron "Monkey-Wrench" de diseños Coes hasta mediados de los años sesenta, con una producción de más de 120 años.

## Falsas etimologías

### Mito de Charles Moncky
La siguiente historia se puede encontrar en varias publicaciones de finales del siglo XIX y principios del XX:
Esta herramienta práctica, la "Monkey-Wrench", no se llama así porque es algo útil para los monos, o por cualquier motivo similar. "Monkey" no es su nombre en absoluto, Charles Moncky, el inventor de la misma, vendió su patente por 5.000 dólares e invirtió el dinero en una casa del Williamsburg, condado de Kings, donde ahora vive.
Aunque esta historia fue refutada por investigaciones históricas y de patentes a finales del siglo XIX, parece haber sido inspirada en una persona real. Un tal Charles Monk (no Moncky) vivió en el barrio Williamsburg de Brooklyn en la década de 1880, donde fabricaba y vendía herramientas pero no llaves mecánicas como la "Monkey-Wrench". No habría podido inventar ni llamar la "Monkey-Wrench" porque nació después de que el término apareciera por primera vez en los medios

### Engaño racial
Un engaño persistente en las redes sociales afirma que el boxeador Jack Johnson inventó la "Monkey-Wrench" mientras estaba en prisión, y la llave fue nombrada "Monkey-Wrench" como insignia racial. Sin embargo la primera patente para la "Monkey-Wrench" se concedió antes de nacer Johnson, y de hecho Johnson, recibió una patente por una mejora de la llave, pero mucho después de haber sido bautizada como "Monkey-Wrench".